# Musée de l'Horlogerie de Morteau
Pour les articles homonymes, voir Musée de l'horlogerie.
Le musée de l'Horlogerie de Morteau, situé dans le château Pertusier à Morteau dans le Haut-Doubs, retrace l'histoire de l'horlogerie en Franche-Comté depuis le XVIIIe siècle.

## Historique du musée
Le musée de l'Horlogerie de Morteau est créé en 1985 sous l'impulsion de Constant Vaufrey. Ancien horloger et adjoint au maire, M. Vaufrey a voulu conserver le patrimoine horloger franc-comtois et faire découvrir aux touristes l'histoire horlogère de Morteau. Le Val de Morteau doit sa prospérité à l'horlogerie, française entre 1750 et 1990, puis suisse actuellement.
L'association Traditions horlogères du Haut-Doubs gère le musée mais le bâtiment Renaissance qui l'abrite, le château Pertusier, est propriété communale.
Réparti sur deux niveaux à travers sept salles d'exposition, le musée de l'Horlogerie de Morteau comporte une collection très vaste : outils, machines, horloges d'édifice, horloges comtoises, cartels, montres de poche de toute époque et horloges astronomiques (de 1855 et 2004) invitent le visiteur à un voyage dans le temps.
Les collections sont sans cesse complétées par l'acquisition (dons, achats, prêts) de nouvelles pièces. En 2015, une horloge comtoise de 1730 a été installée tout comme un réveil Jaeger-LeCoultre des années 1950.

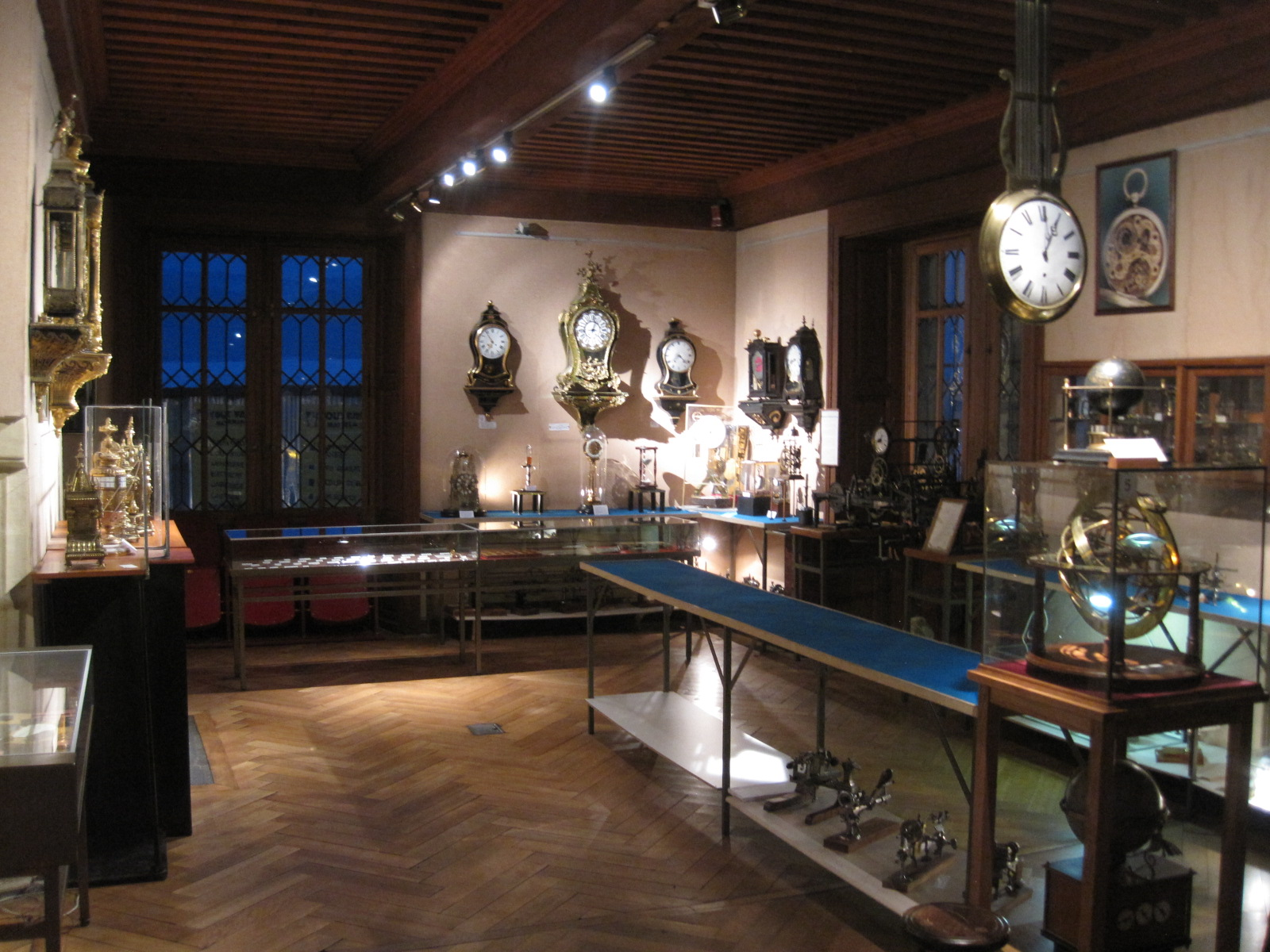
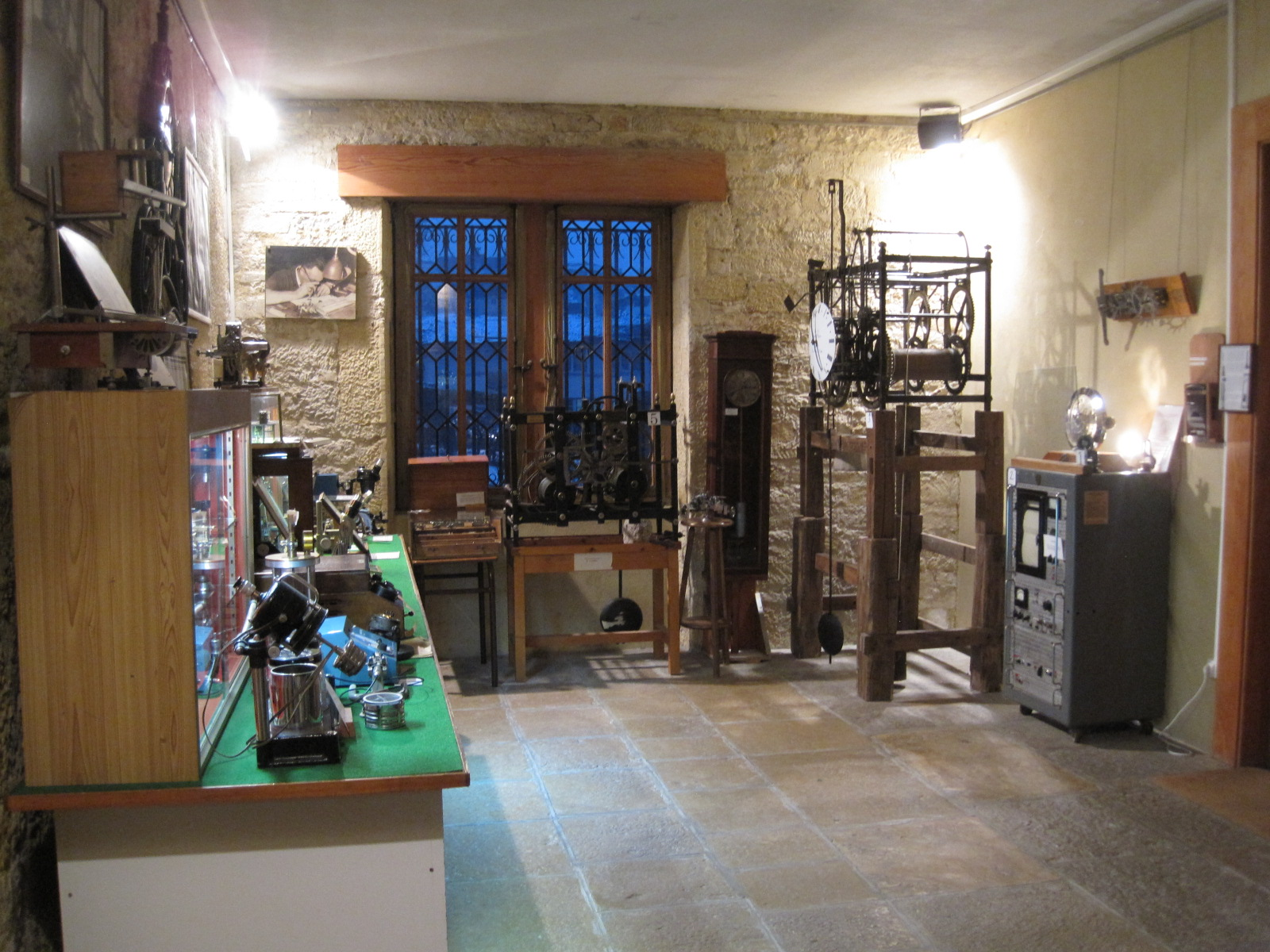
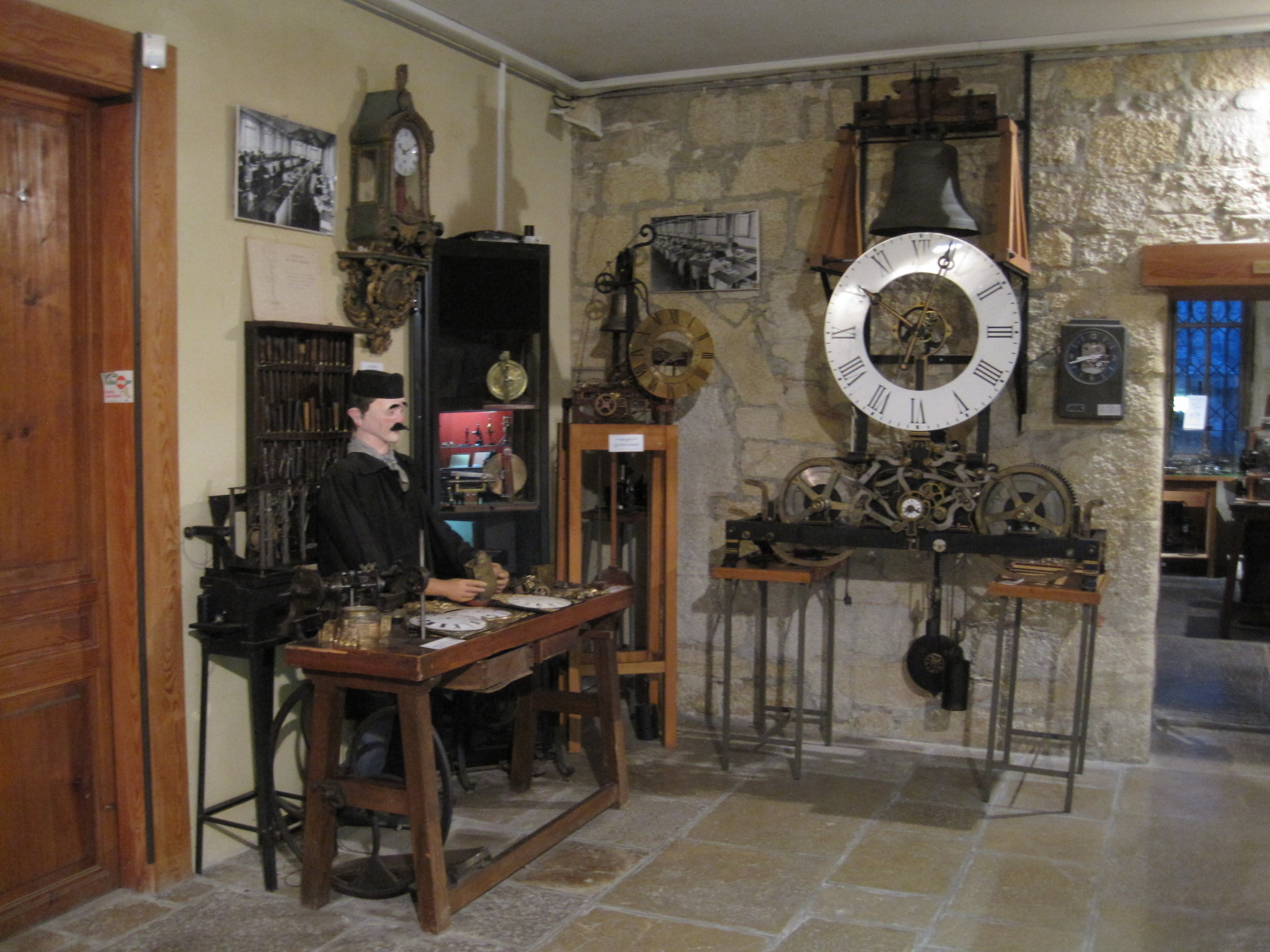
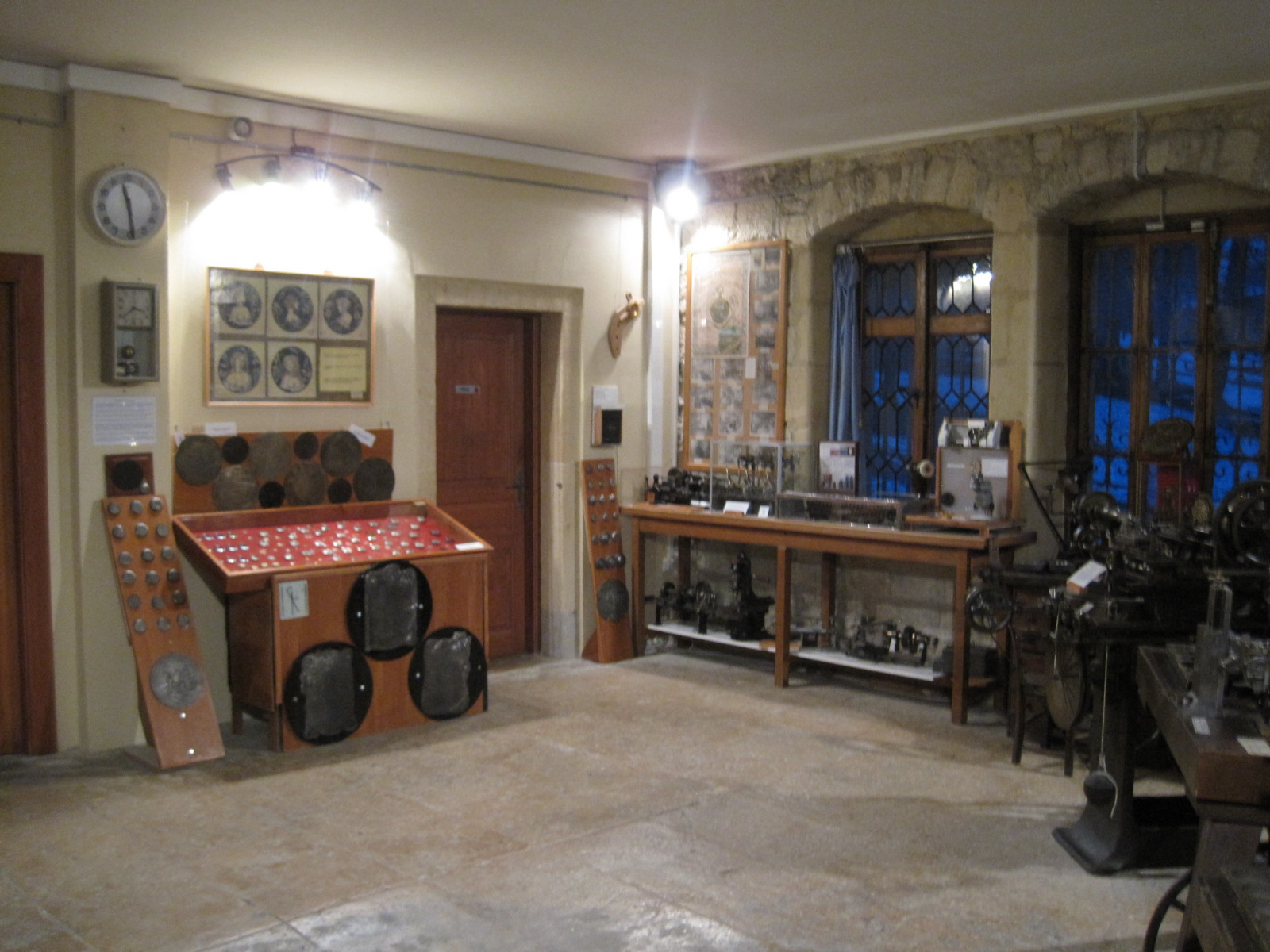
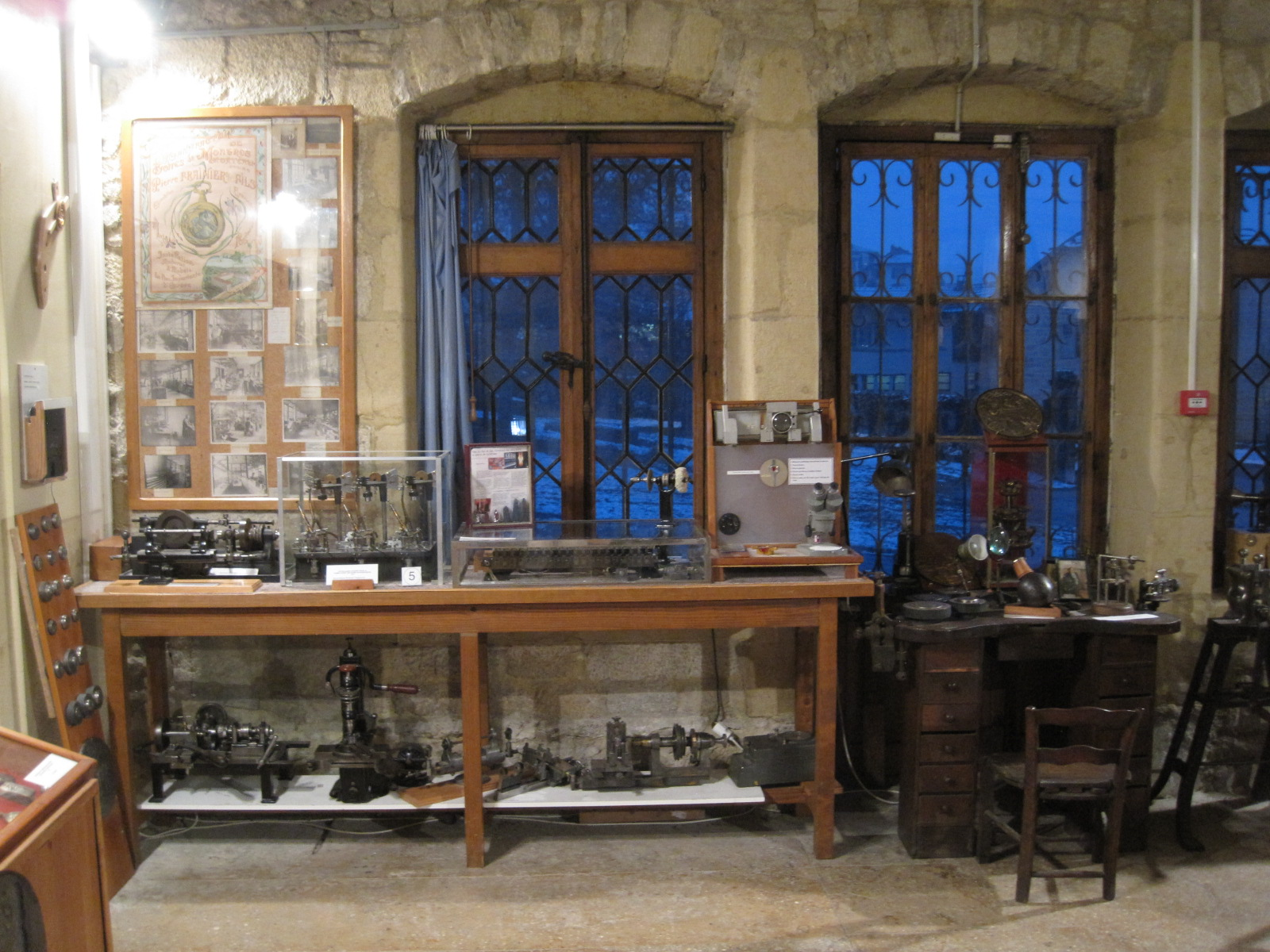
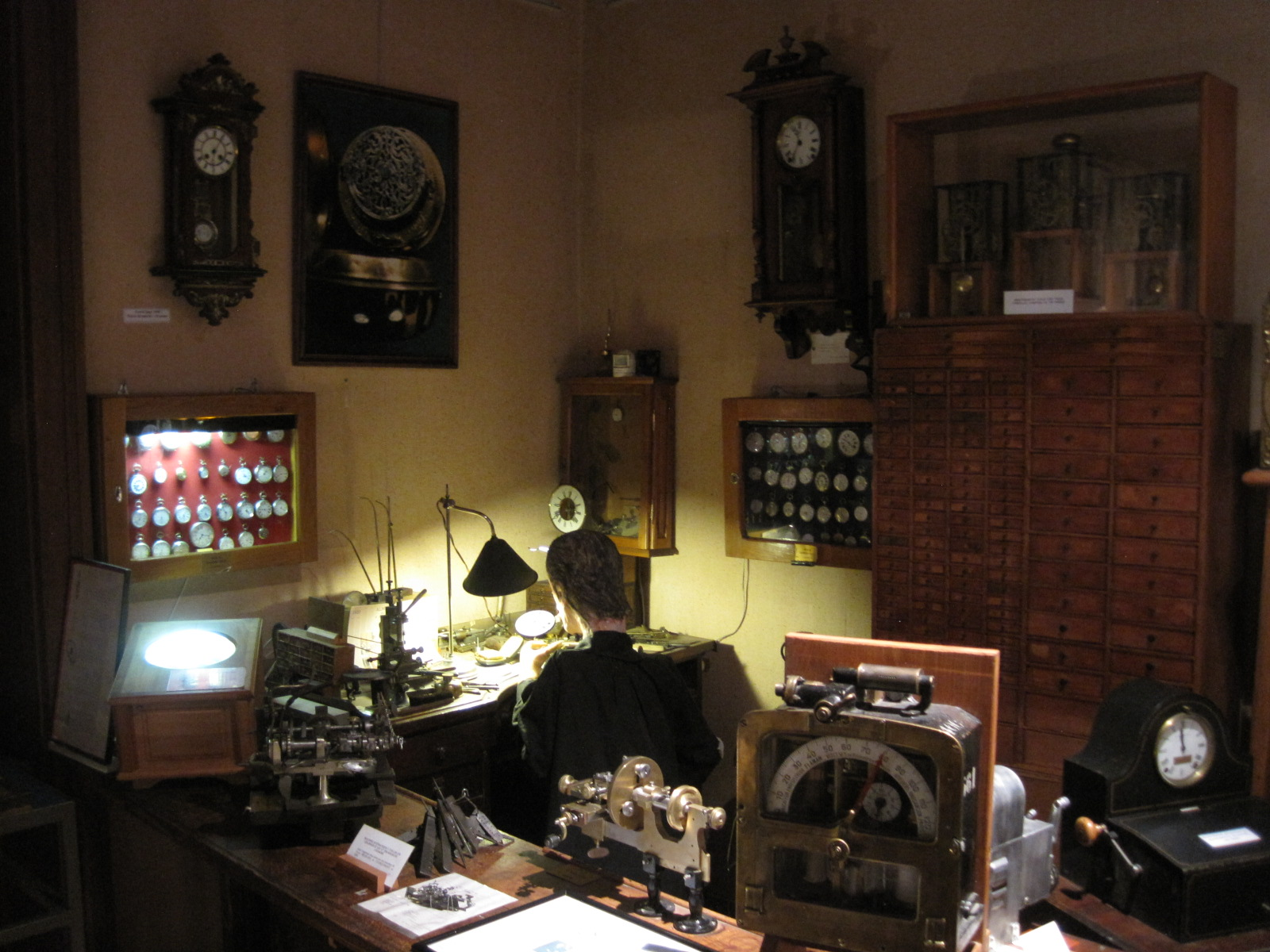
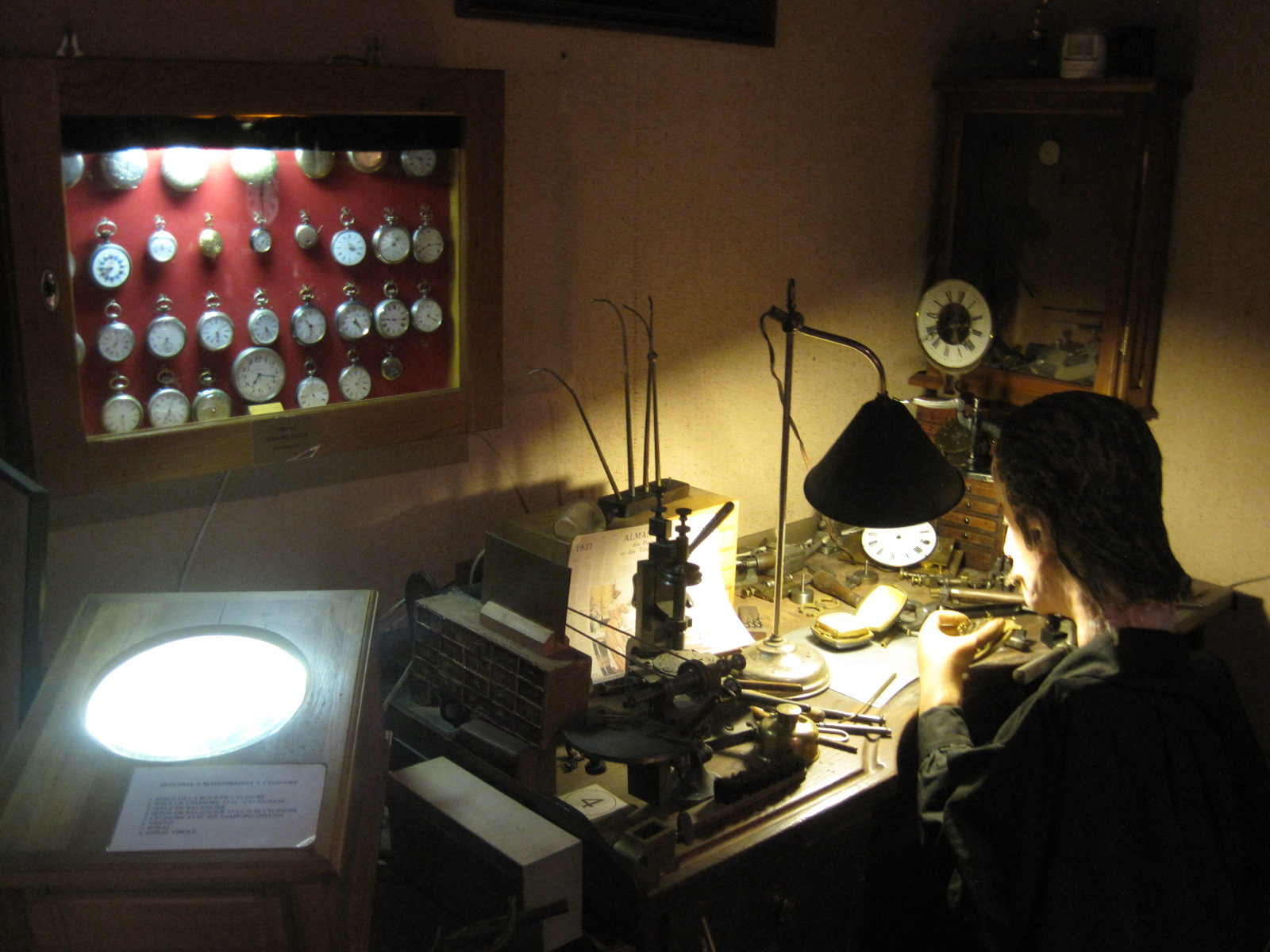
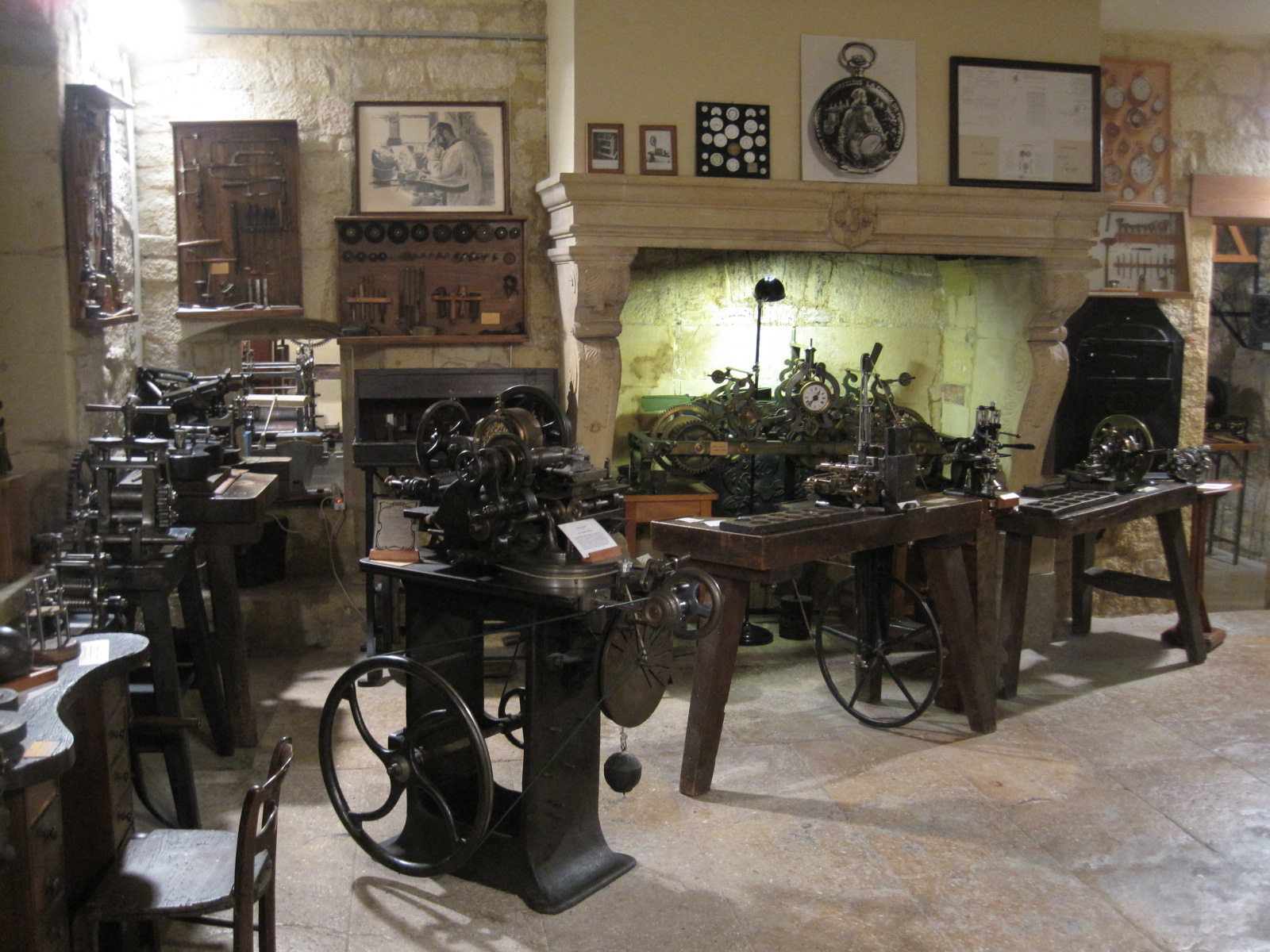

## Histoire de l'horlogerie
Apparue dans la région de Morteau au XVIIIe siècle, l'horlogerie était travaillée par les paysans (les paysans-horlogers) durant la rude saison d'hiver. Ces paysans créaient eux-mêmes l'outillage nécessaire, ce qui a contribué à la renommée internationale de l'outillage de précision.

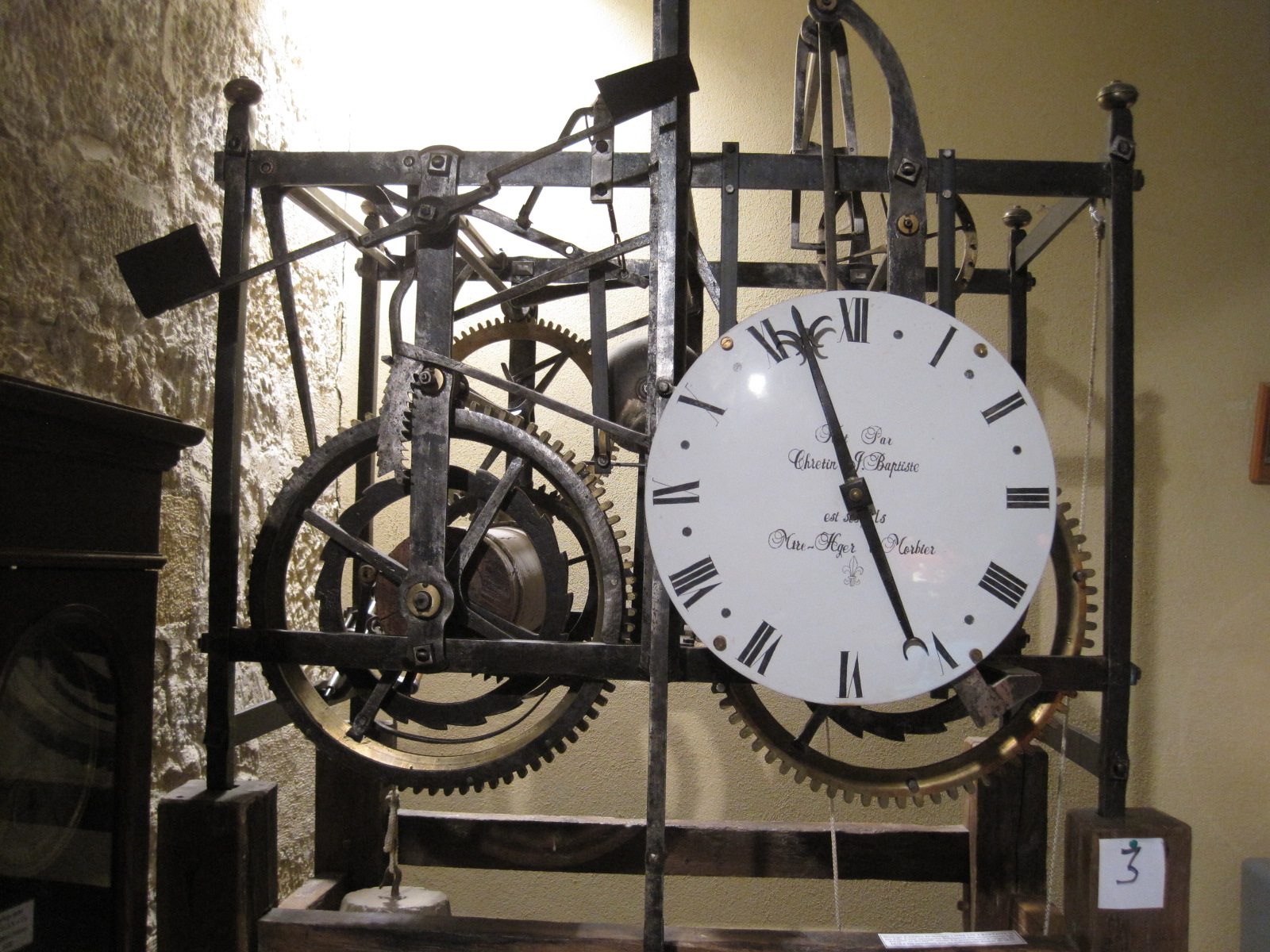
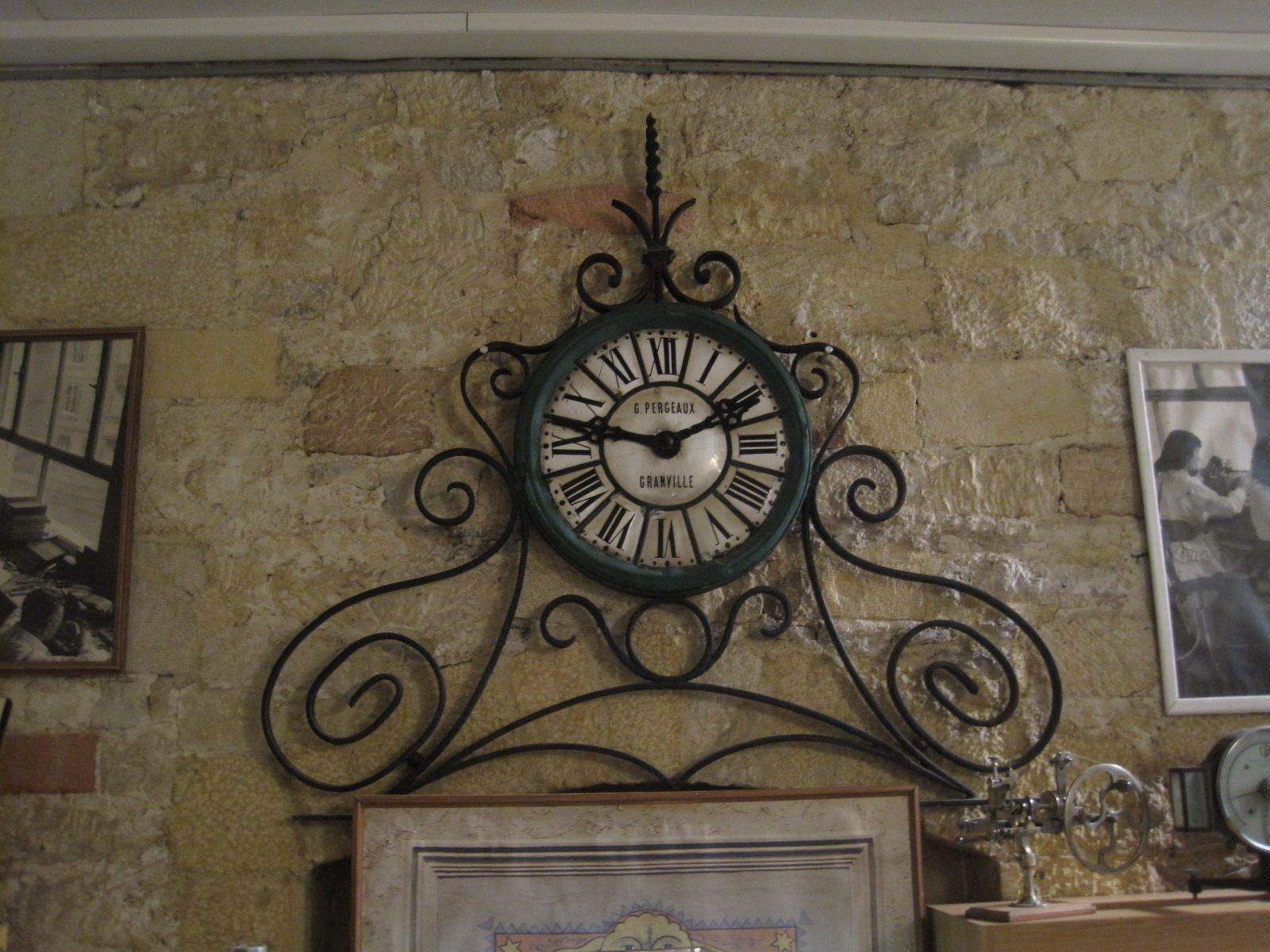
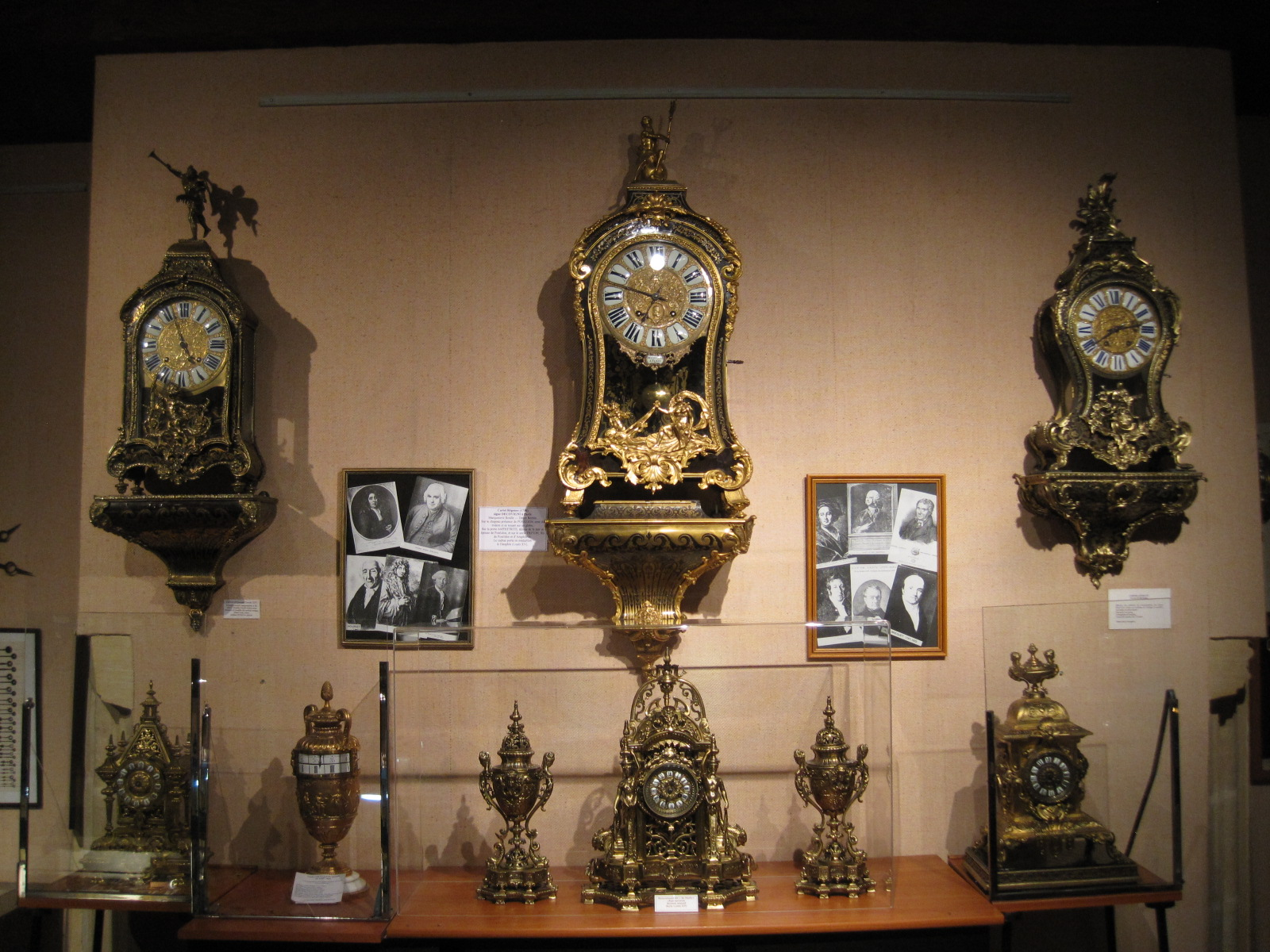
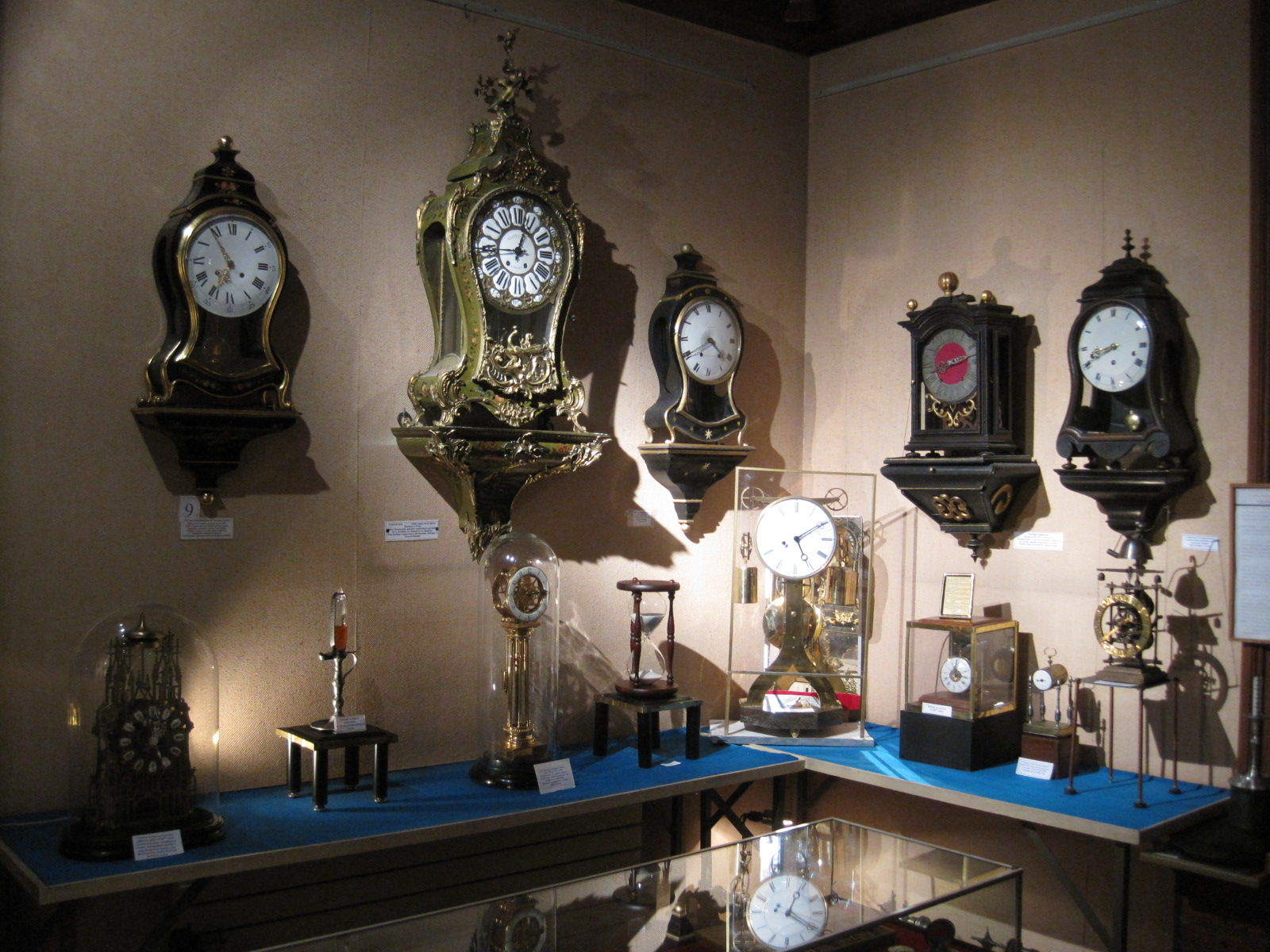
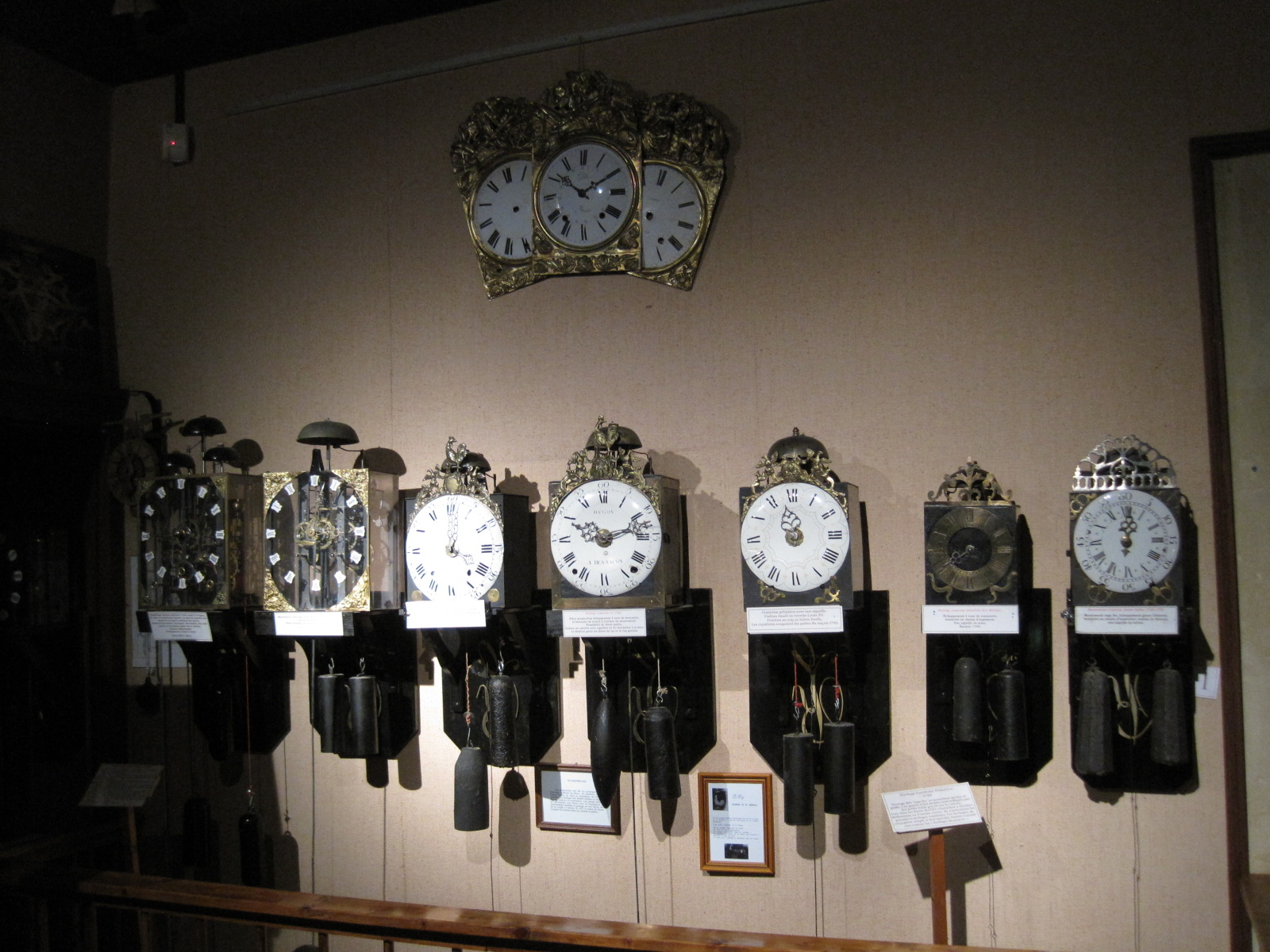
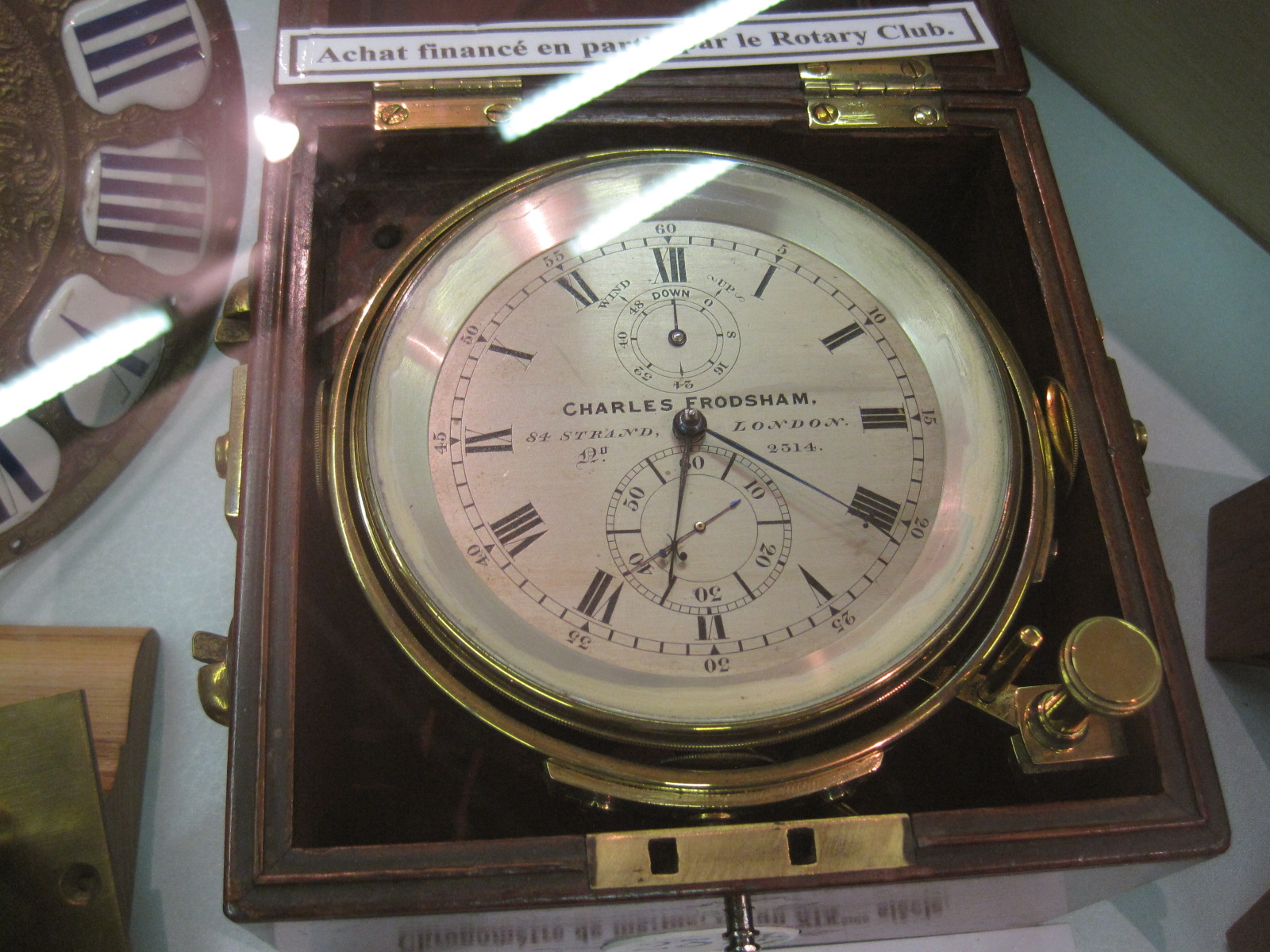
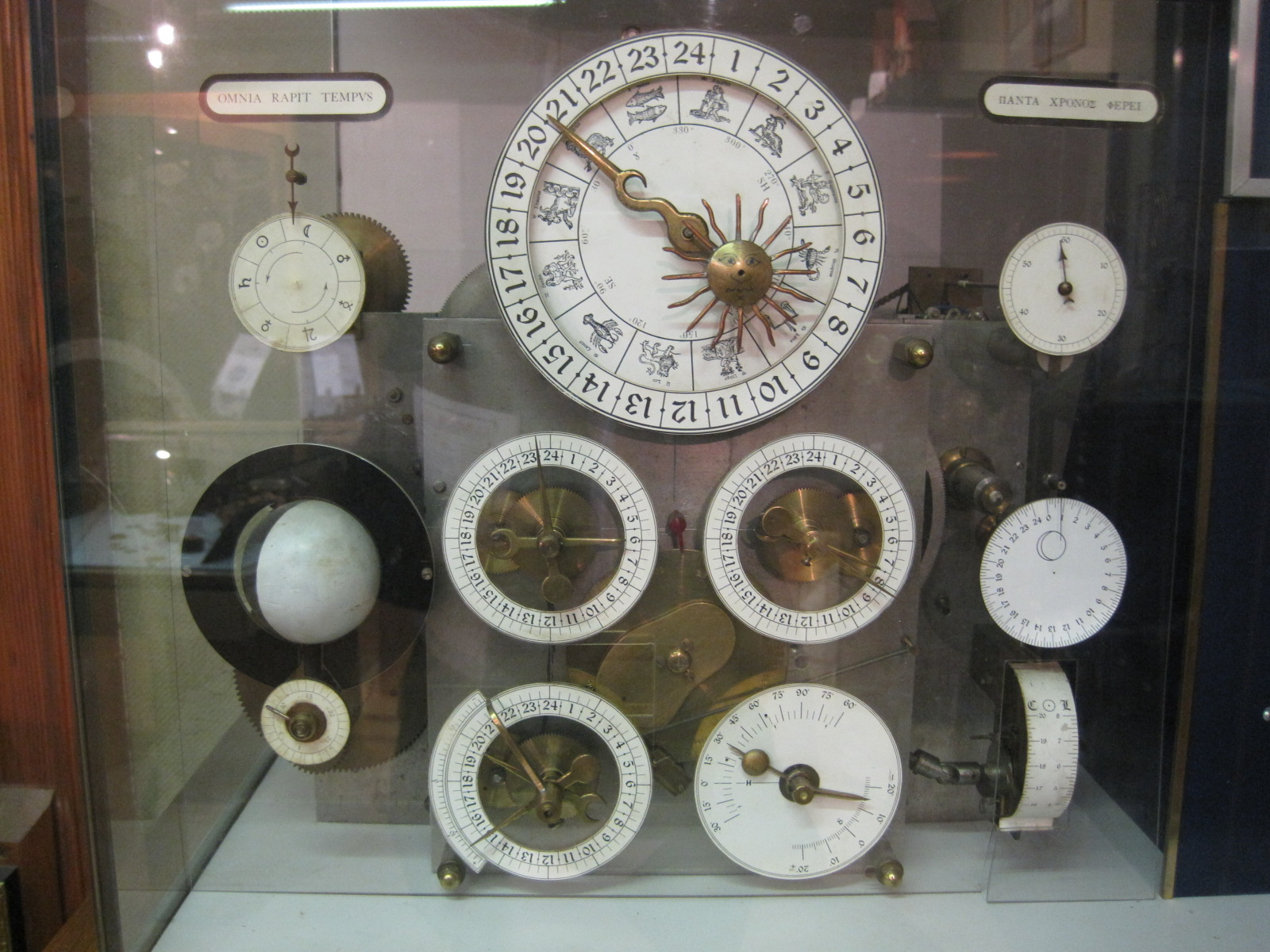
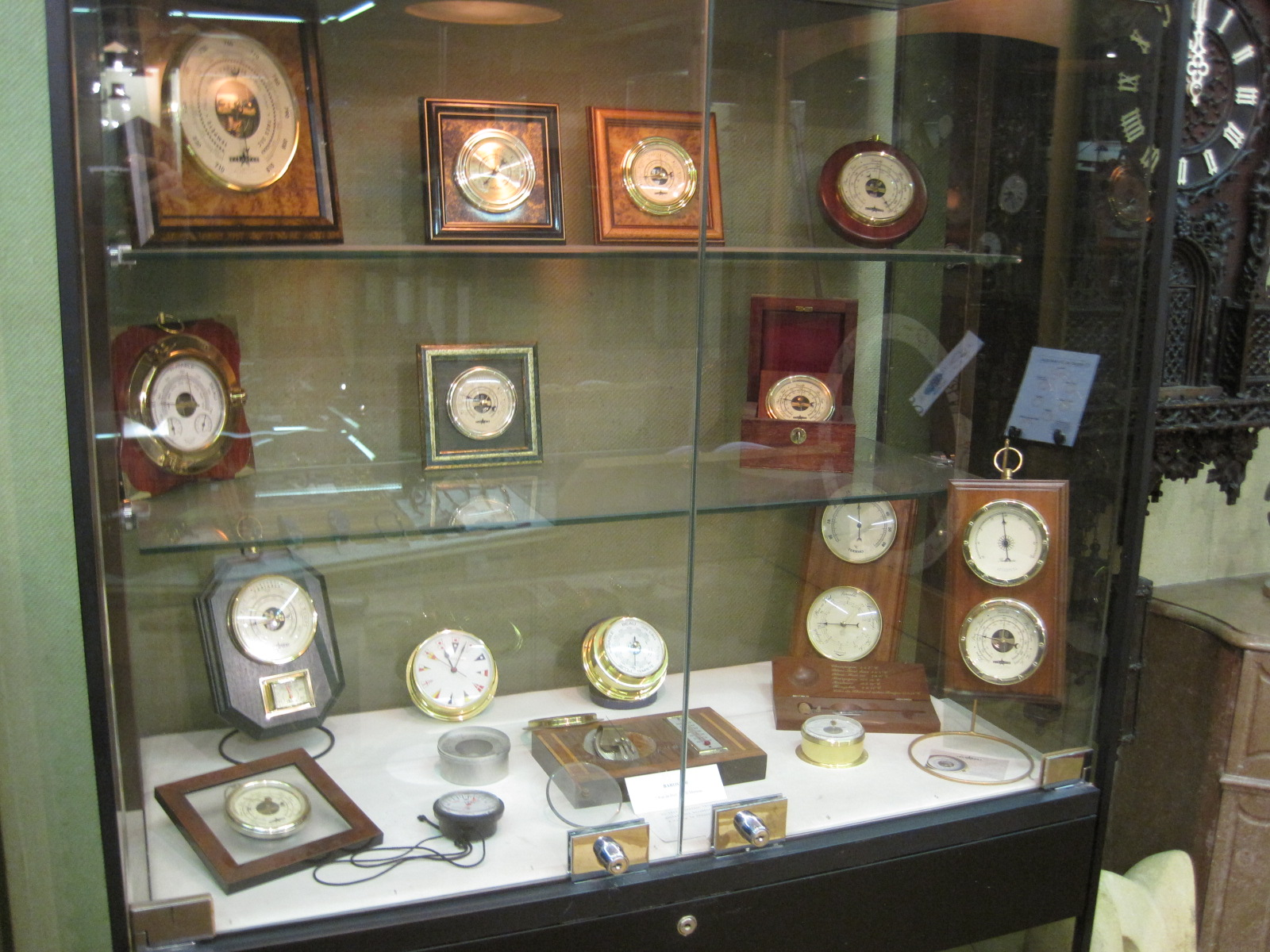

## Espaces et collections
Le musée abrite principalement des collections d'outils et de machines qui furent utilisés en horlogerie, ainsi que des collections de montres, d'horloges et de pendules.

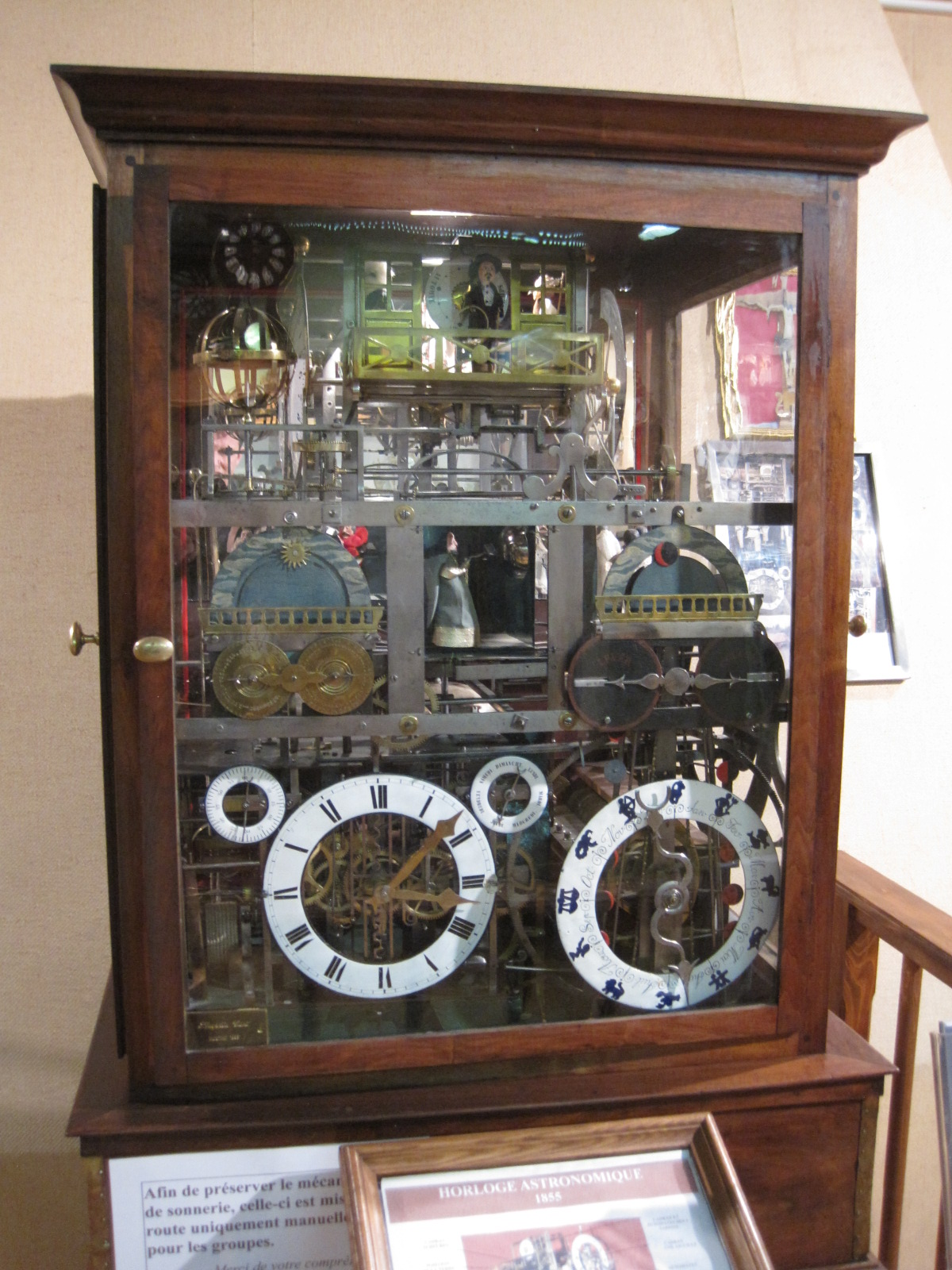
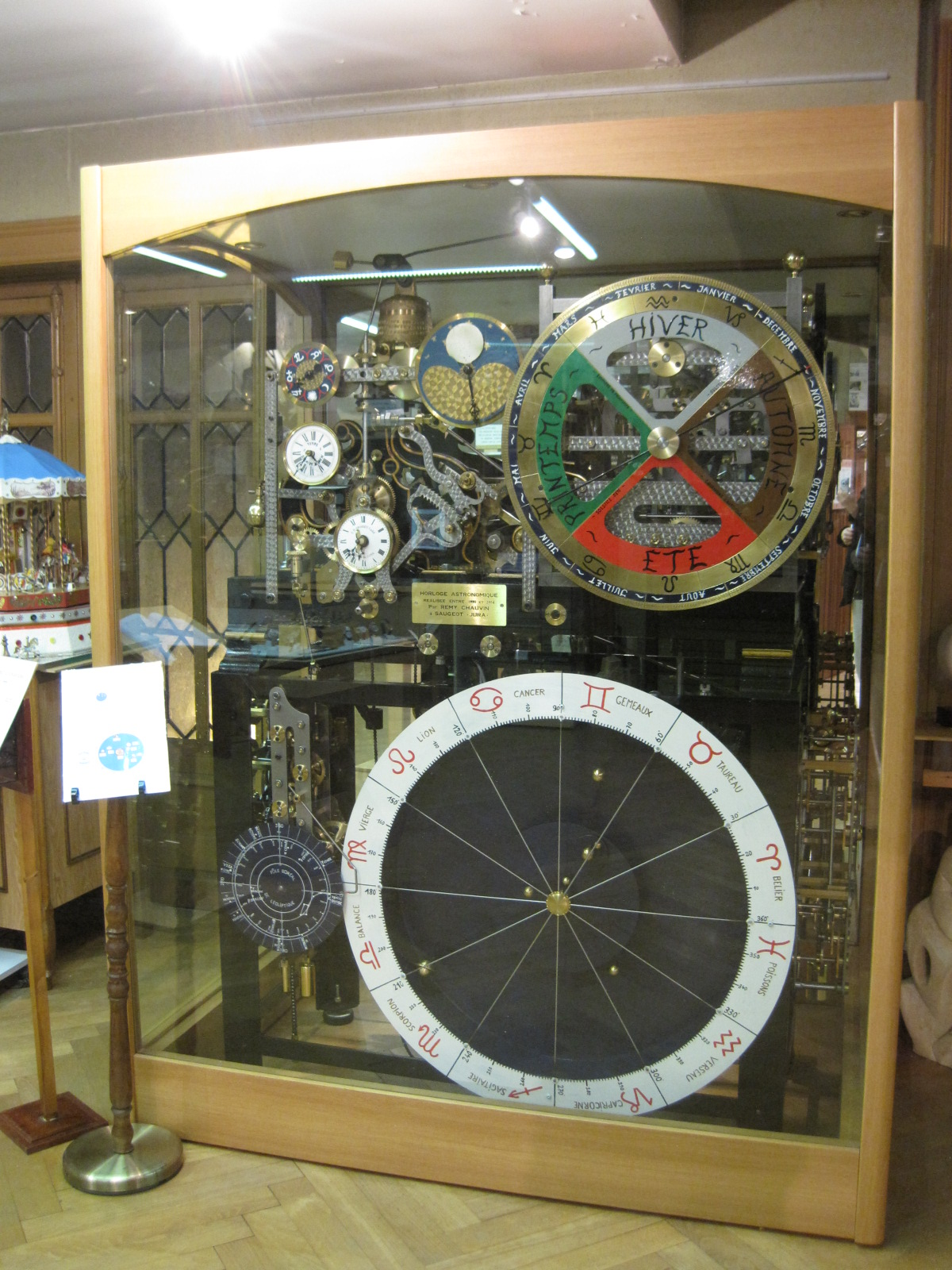
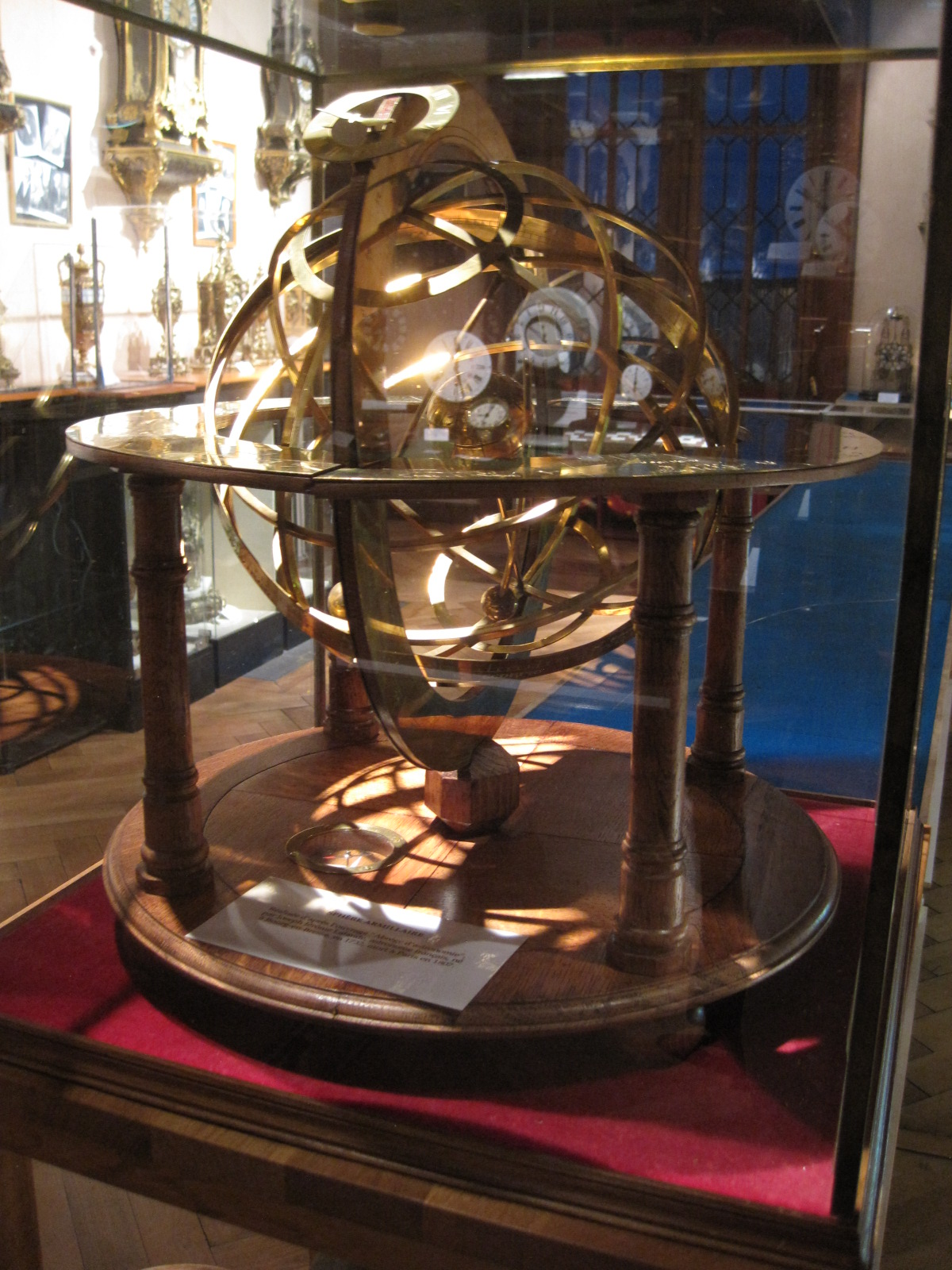
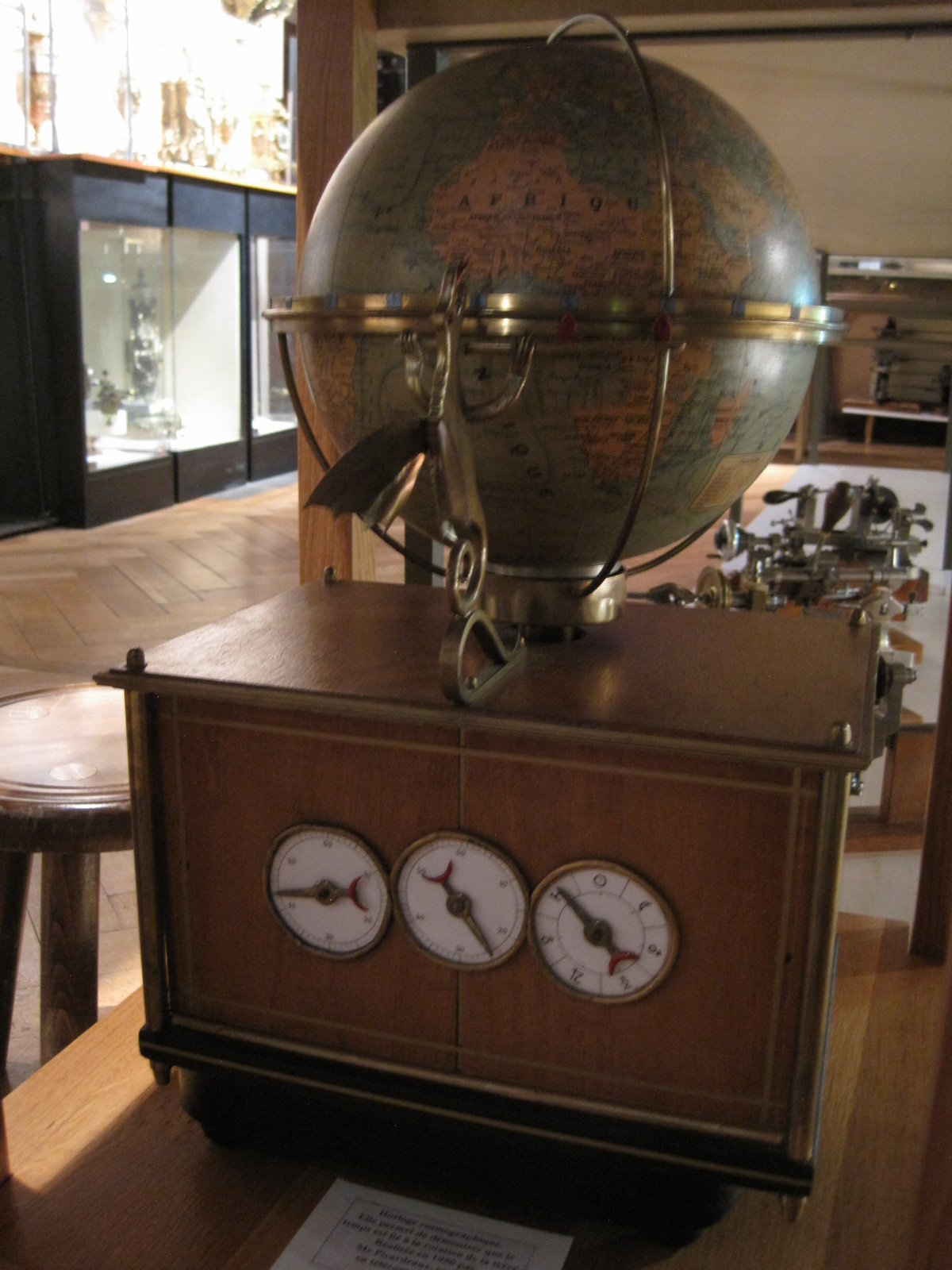
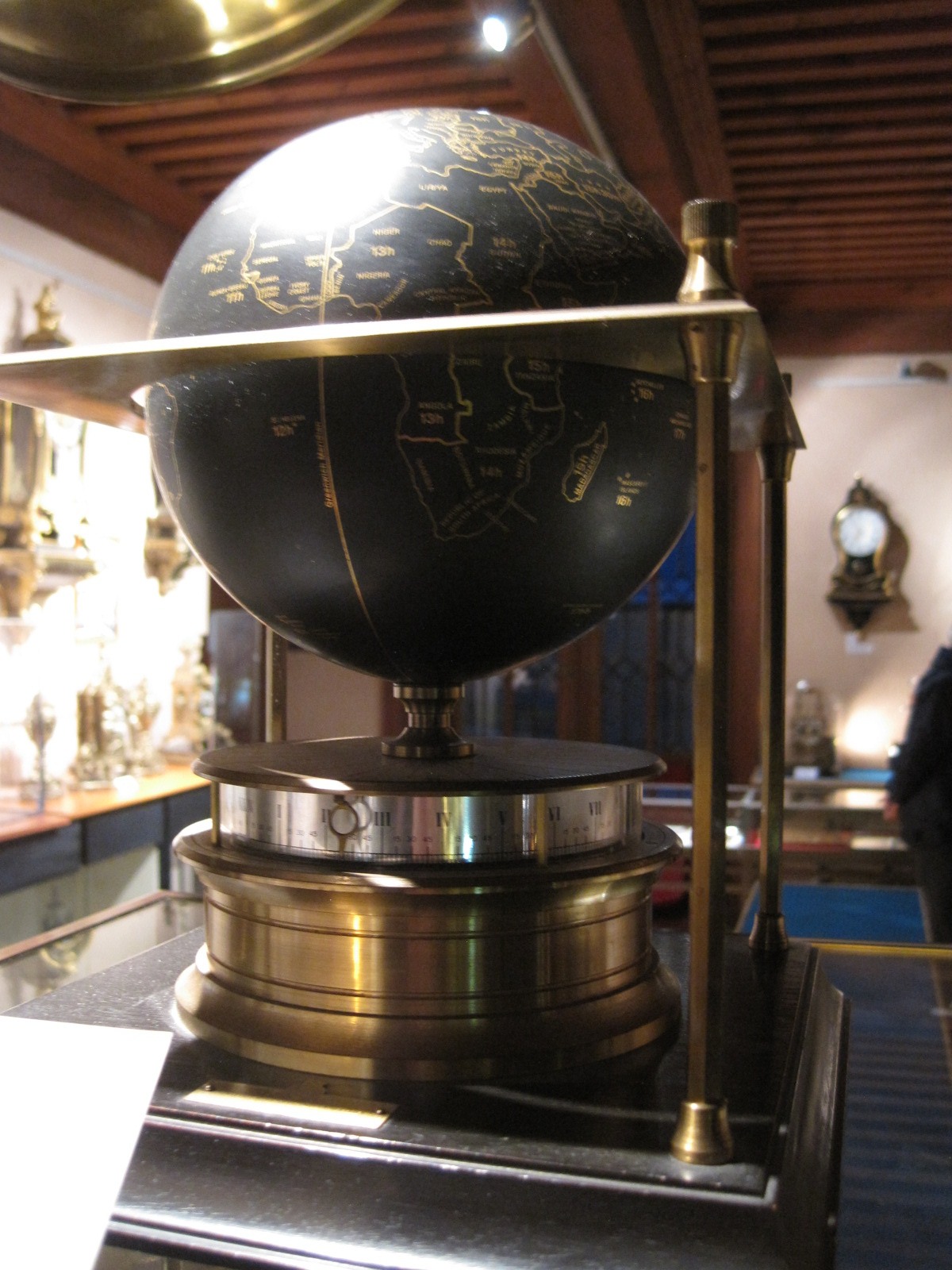
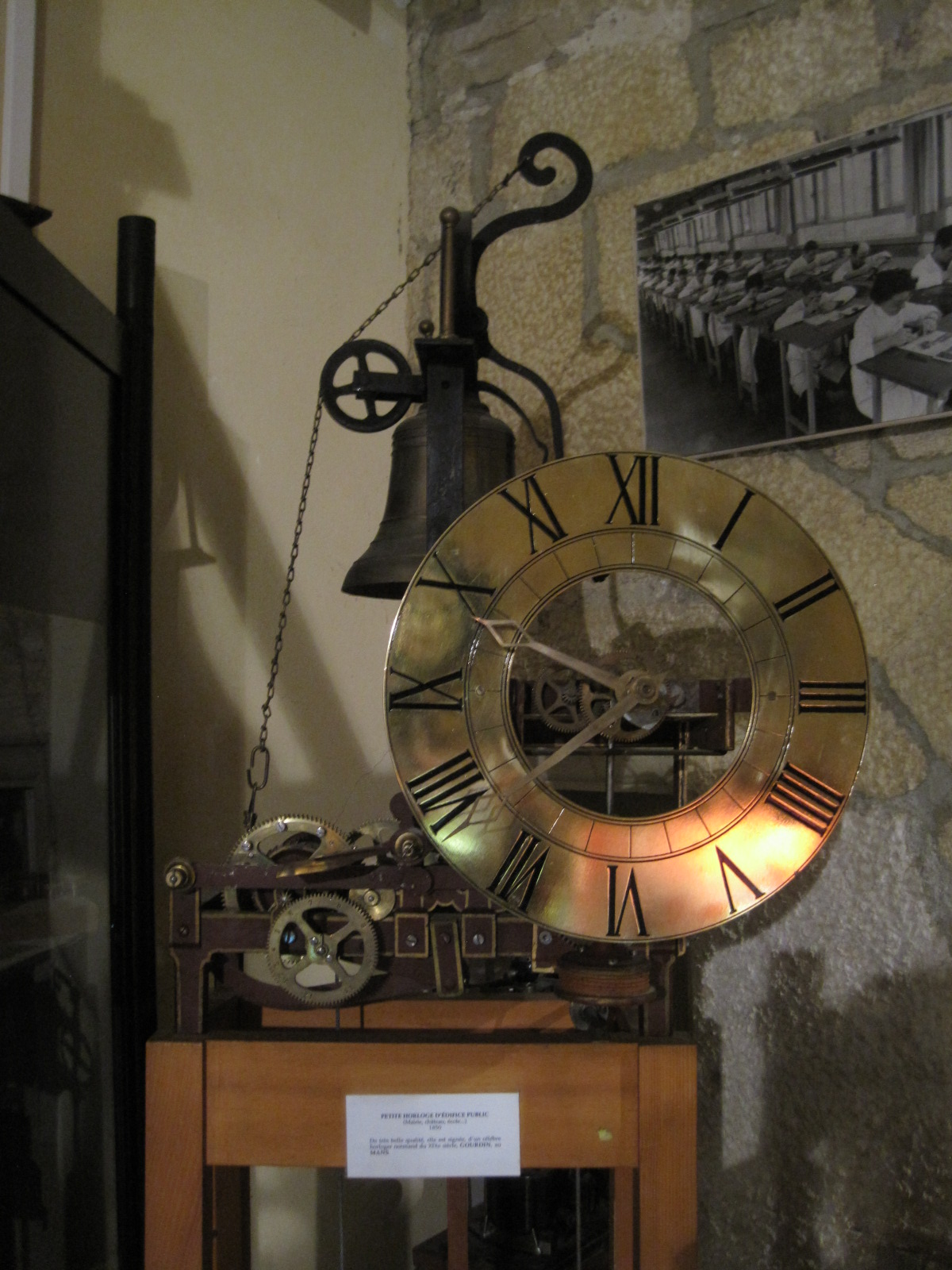
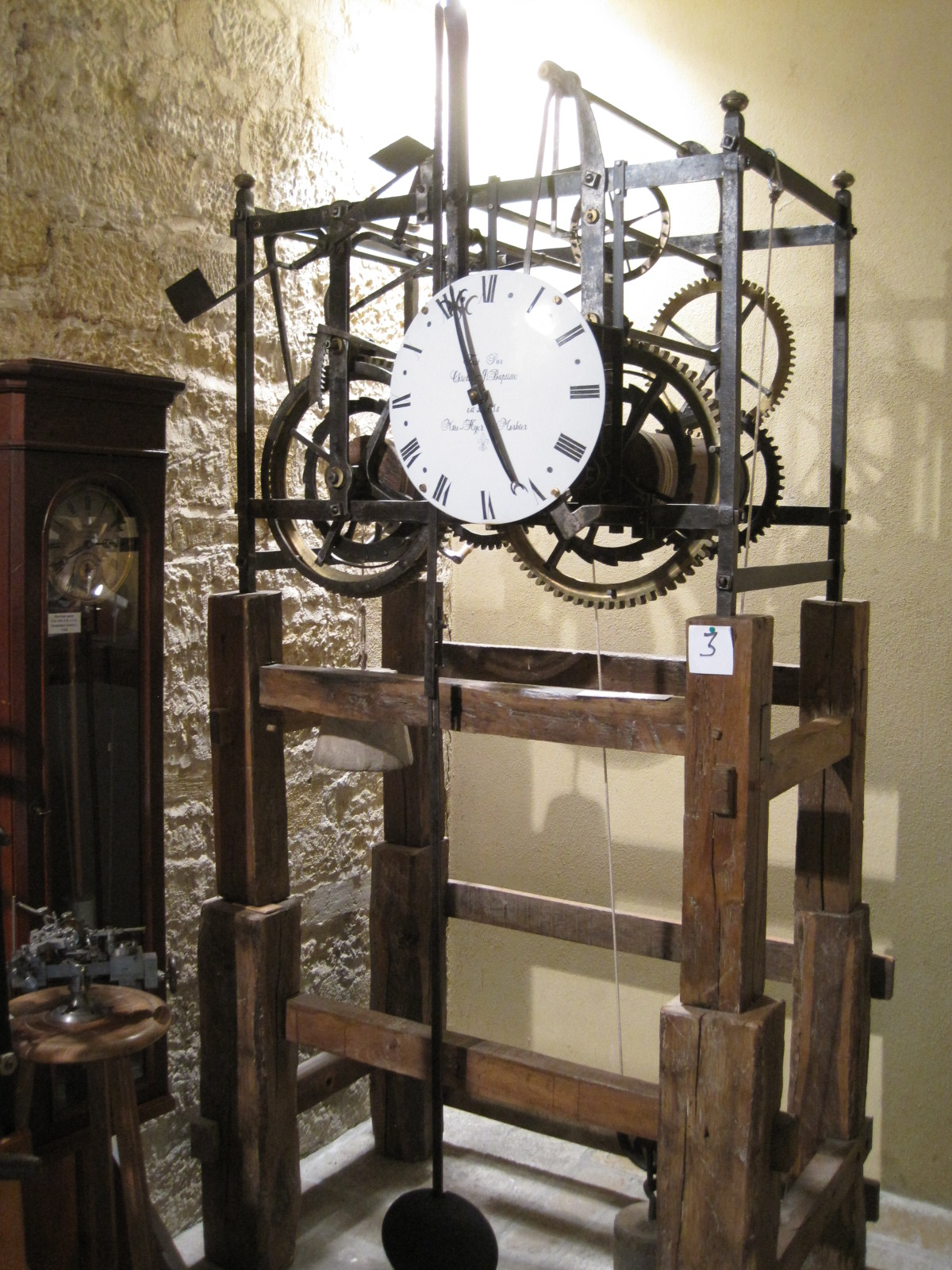
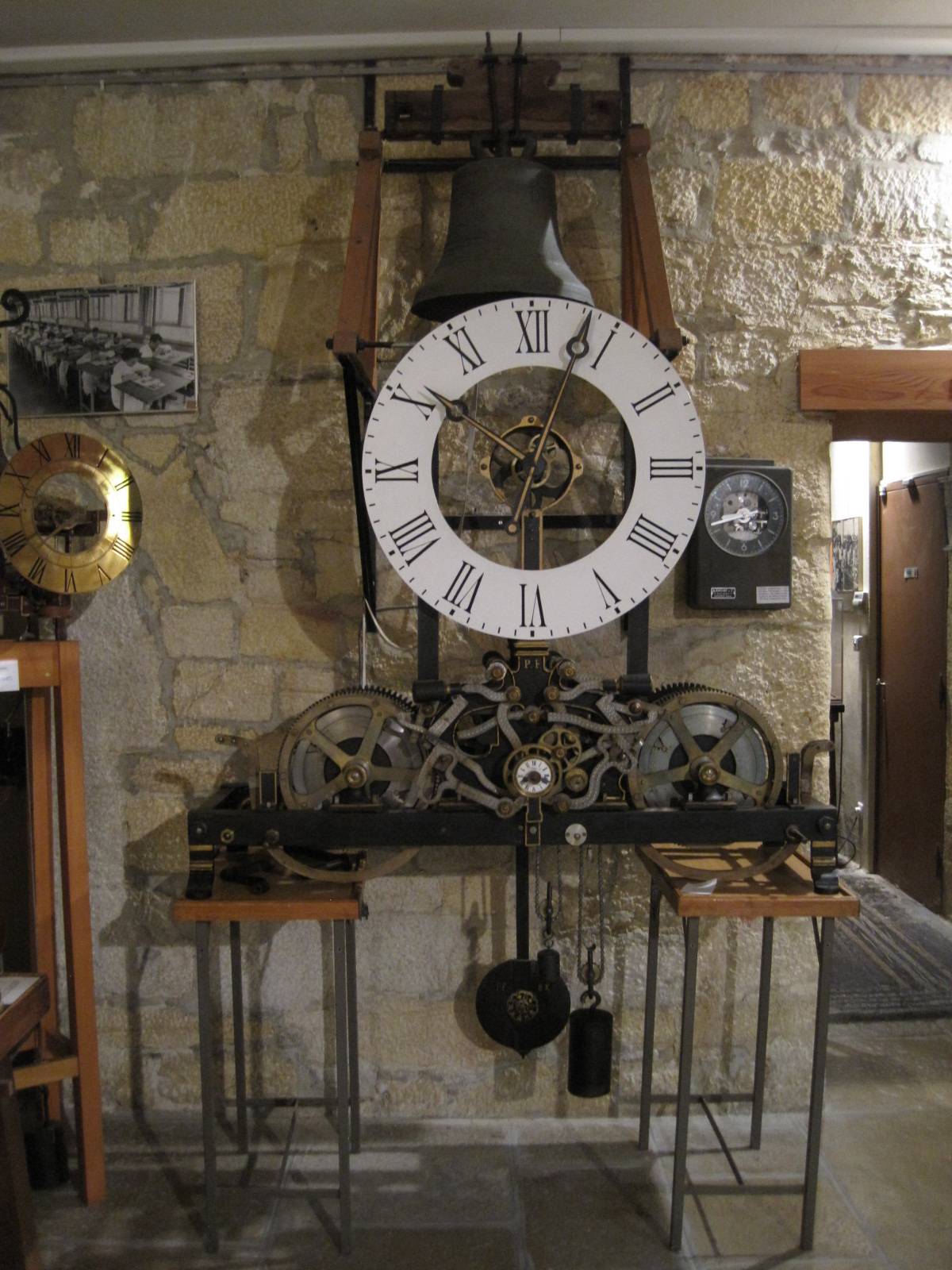
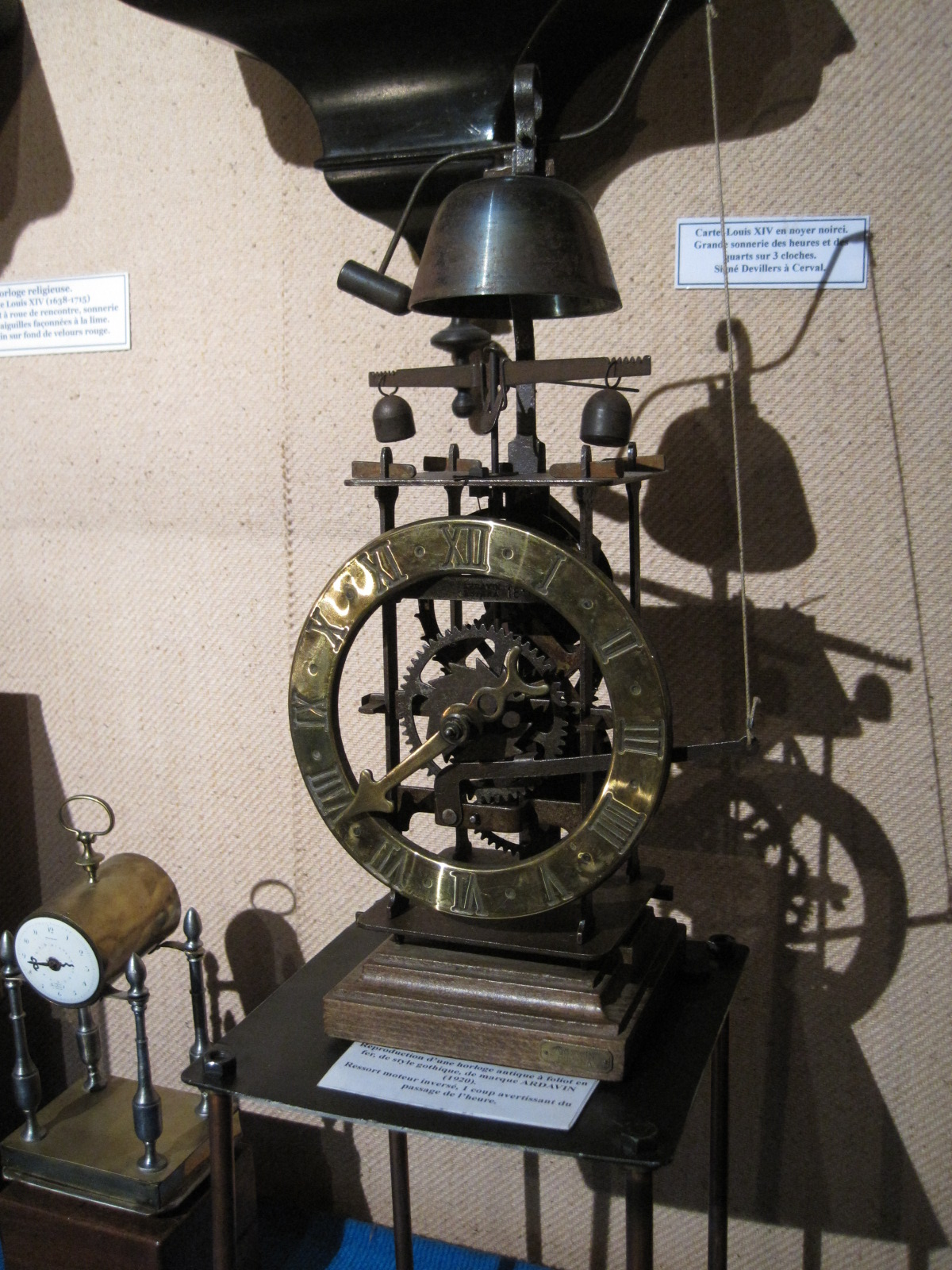
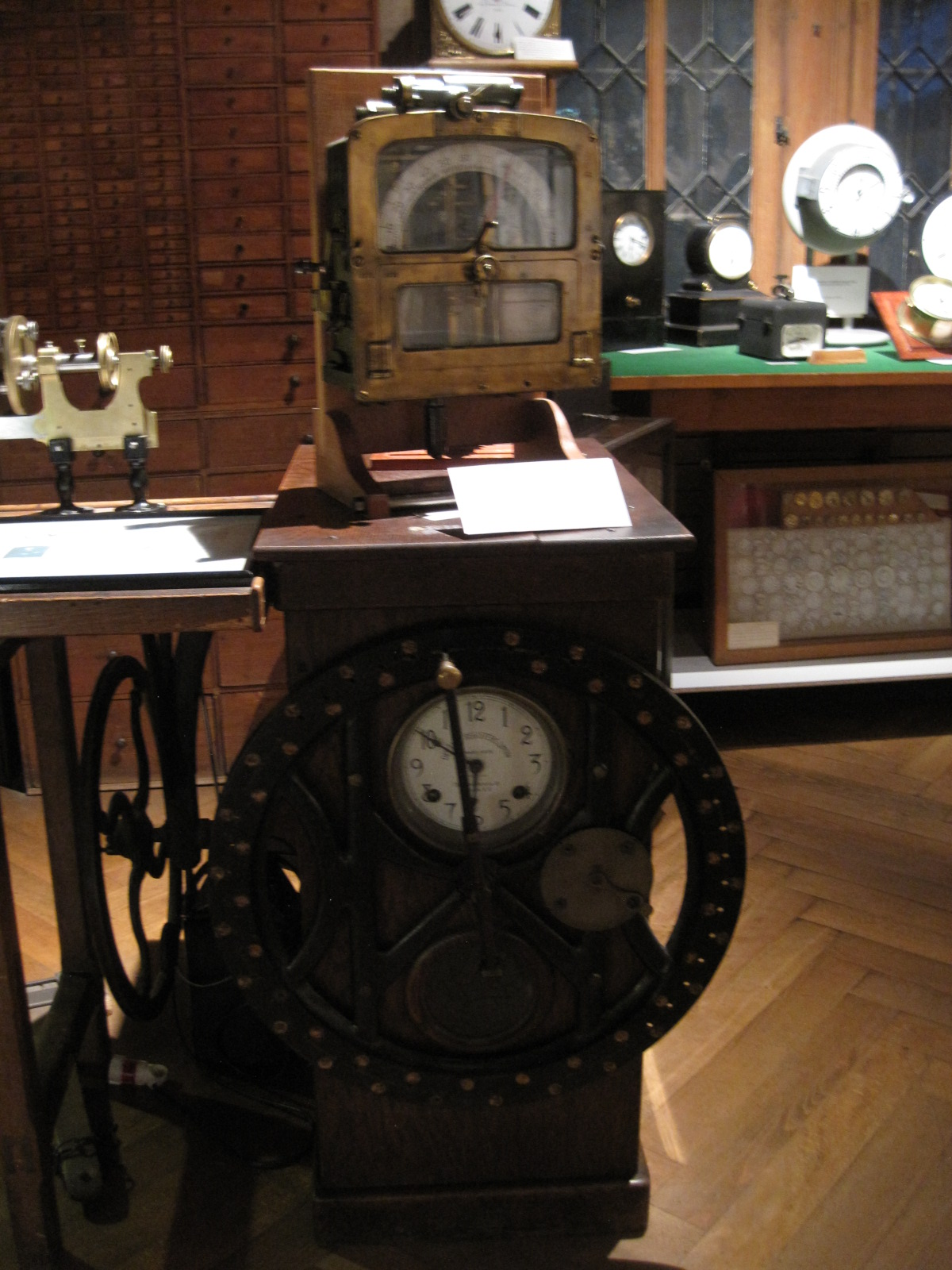
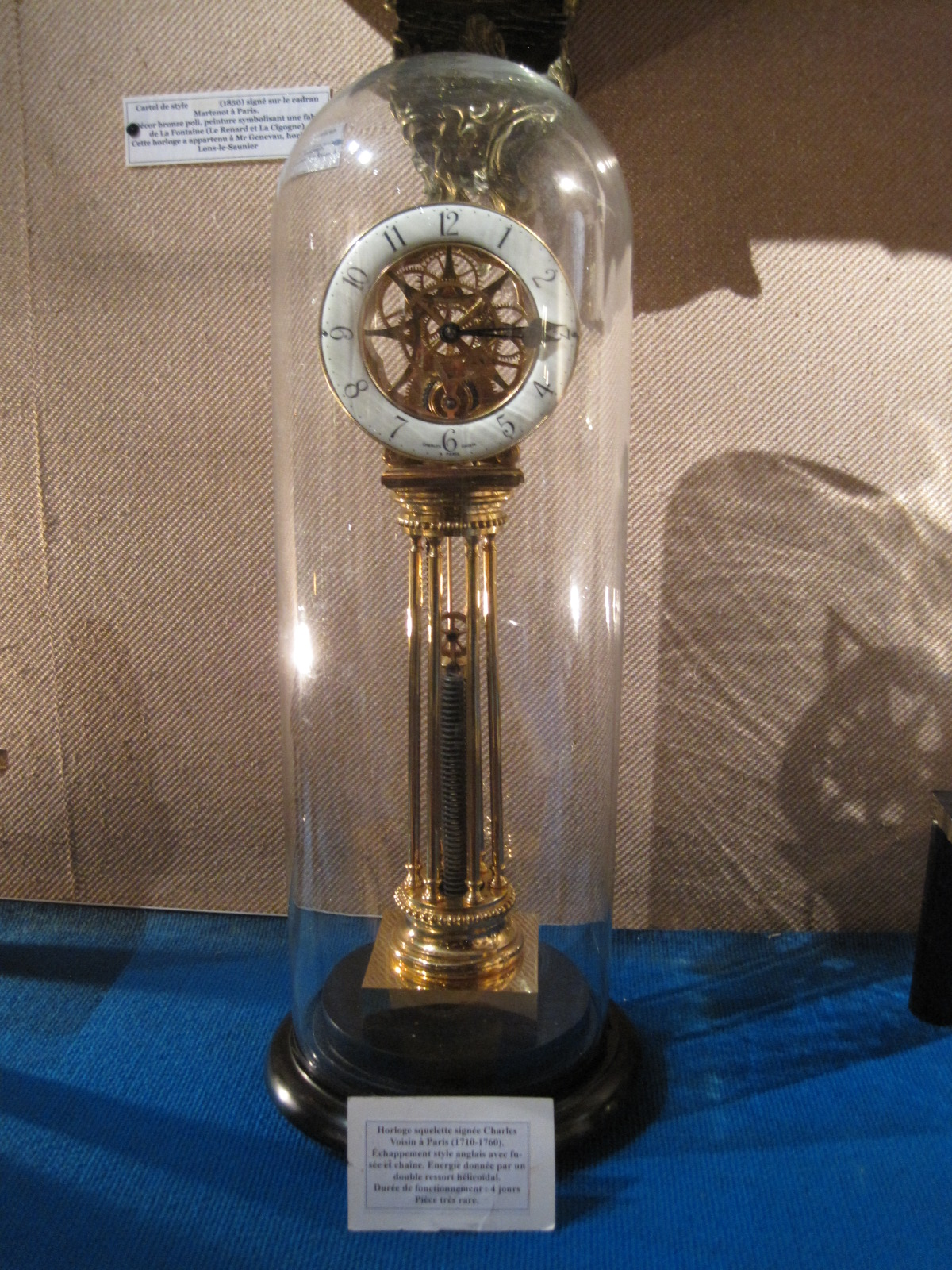